# Drechslera dematioidea
Drechslera dematioidea är en svampart som först beskrevs av Bubák & Wróbl., och fick sitt nu gällande namn av Subram. & B.L. Jain 1966. Drechslera dematioidea ingår i släktet Drechslera och familjen Pleosporaceae.   Inga underarter finns listade i Catalogue of Life.